# Iodimetría

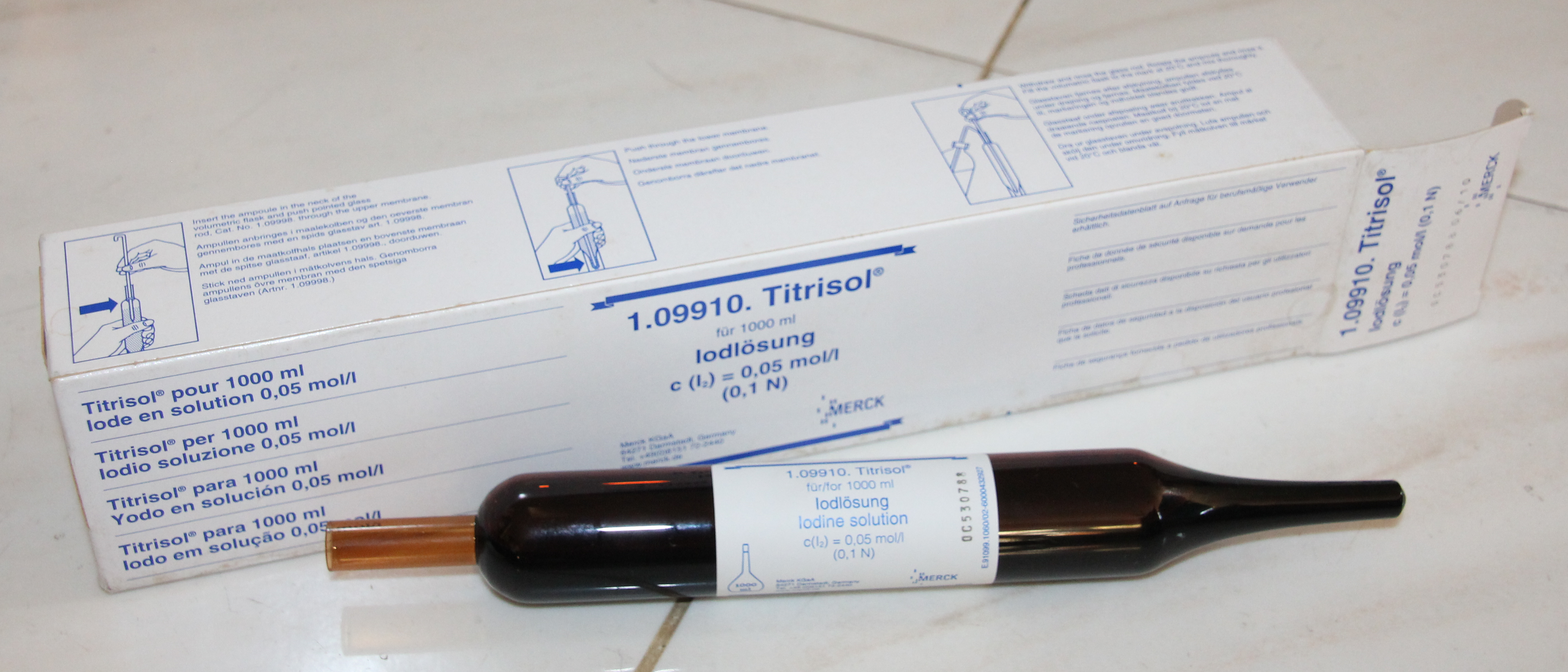
Solución patrón comercial de yodo en ampolla sellada. Se utiliza para preparar las disoluciones valorantes en las yodimetrías, evitando los problemas de pesada del yodo

La yodimetría (a veces iodimetría) es un método de análisis químico volumétrico que se basa en reacciones redox en las que el yodo se utiliza como valorante de sustancias reductoras relativamente fuertes. Como disolución patrón se utiliza una disolución acuosa de yodo en yoduro de potasio, con la que forma el anión triyoduro, muy soluble en agua. La valoración puede hacerse de forma directa utilizando almidón como indicador. En este caso la disolución patrón se añade, gota a gota, desde la bureta, hasta la aparición del color azul característico del complejo yodo-almidón. En algunos casos es conveniente añadir una cantidad conocida de disolución patrón de yodo en exceso para después valorar dicho exceso con disolución patrón de tiosulfato sódico (valoración por retroceso). En este caso la detección del punto final se detecta de igual modo que en las yodometrías.
No se debe confundir yodimetría con yodometría. La primera hace referencia al método directo que utiliza yodo como patrón valorante para la determinación de sustancias reductoras, mientras que la segunda es el método indirecto, en la que se valora el yodo producido entre un analito oxidante y el ion yoduro.

## Principio básicos
El yodo es un agente oxidante relativamente fuerte que puede ser utilizado para la determinación de sustancias reductoras. Las determinaciones yodimétricas se basan en la reacción de reducción de yodo a yoduro:
{\displaystyle {\ce {I2 + 2e- <=>> 2I- (Eo = +0,5355 V)}}}
Esta reacción es rápida y reversible, lo que lo hace muy útil en los métodos volumétricos de determinación de reductores (yodimetría) o de determinación indirecta de oxidantes (yodometría). Como consecuencia de esta reversibilidad es muy importante evitar las disoluciones fuertemente alcalinas, debido a que este medio es propicio a la generación de reacciones de dismutación del I2, que puede actuar como oxidante y reductor de forma simultánea, reduciéndose una parte a yoduro, mientras que otra parte del yodo se oxida a hipoyodito:
{\displaystyle {\ce {I2 + 2OH- <=> H2O + I- + IO-}}}
El hipoyodito formado también dismuta reduciéndose a yoduro y oxidándose a yodato:
{\displaystyle {\ce {3IO- <=> 2I- +IO3-}}}
Con lo que en realidad, la reacción global que tiene lugar es:
{\displaystyle {\ce {3I2 + 6OH- <=> 5I- + IO3- + 3H2O}}}
Como indicador del punto final de la valoración yodimétrica puede utilizarse el mismo color amarillo del primer exceso de yodo, si la disolución resultante no contiene otras sustancias coloreadas. Sin embargo, este método de detección no siempre es fácil de apreciar por el ojo humano, por lo que generalmente se recurre al empleo de disoluciones de almidón, ya que el yodo forma un complejo de color azul intenso al combinarse con este polisacárido. Se está manera cuando se alcanza dicho punto final, el primer exceso de yodo, por pequeño que sea, colorea de azul la disolución, color que es mucho más fácil de apreciar.
En cuanto a la preparación de la disolución valorante de yodo, en el mercado de reactivos químicos es posible adquirir yodo de alta pureza (a veces denominado yodo redisublimado) que puede ser utilizado como patrón tipo primario aunque hay que tener en cuenta que es algo volátil, por lo que la pesada debe hacerse de forma rápida, siendo preferible pesar una cantidad lo más próxima posible a la necesaria para obtener la concentración deseada y después recalcular para expresar la concentración exacta. Otro aspecto importante de la preparación de la disolución patrón radica en la poca solubilidad del yodo en agua (1.33 · 10-3 M a 20 °C), por lo que normalmente se procede a disolver el yodo pesado en disolución de yoduro potásico, con el que forma un ion complejo triyodado (anión triyoduro, I3-), mucho más soluble. La disolución no es instantánea, lo que a veces implica la comisión de errores en la valoración, sobre todo si ésta se lleva a cabo inmediatamente después de preparar la disolución de yodo patrón. Dadas estas dificultades en la preparación de las disoluciones valorantes de yodo y para evitar las incertidumbres que puedan surgir durante el proceso, los manuales de análisis químico recomiendan dejar un tiempo la disolución patrón de yodo y después, normalizarla antes de su uso, como si de una sustancia patrón tipo secundario se tratara. Como valorante para la normalización se puede utilizar disoluciones patrón de óxido arsenioso (As4O6) en medio ácido o de tiosulfato sódico (Na2S2O3 · 5H2O).
El empleo de disoluciones de yodo patrón presenta algunas dificultades, entre ellas la volatilidad del soluto aún en presencia del ion yoduro. Por otro lado, el yodo reacciona con la mayoría de las sustancias orgánicas, por lo que es importante evitar tapones de plástico o caucho en aquello recipientes que contengan este reactivo, además de tomar precauciones especiales para proteger las disoluciones patrón del contacto con cualquier sustancia orgánica. Por último, el yodo es fotosensible, descomponiéndose fotoquímicamente de forma lenta, pero constante y el exceso de yoduro de la disolución se oxida, también lentamente, en contacto con el aire, aumentando la concentración de yodo:
{\displaystyle {\ce {4I- + O2 + 4H+ <=> 2I2 + 2H2O}}}

## Aplicaciones
Algunas sustancias reductoras relativamente fuertes como los sulfuros, arsenitos, compuestos de estaño o de antimonio pueden ser valoradas utilizando disoluciones patrón de yodo y almidón como indicador del punto final. No obstante, en algunos casos en conveniente utilizar la técnica de valoración por retroceso, consistente en añadir una cantidad conocida de la disolución de yodo patrón en exceso, valorando después dicho exceso con tiosulfato sódico.
Un ejemplo típico de yodimetría es la determinación de vitamina C. El ácido ascórbico (vitamina C), un antioxidante (reductor) presente en las frutas, reacciona con el yodo para dar ácido dehidroascórbico. Esta reacción puede ser utilizada para la determinación de esta sustancia en zumos de frutas o en preparados farmacéuticos. La valoración puede hacerse de forma directa, aunque dependiendo de la complejidad de la matriz, suele ser más conveniente utilizar la técnica de valoración por retroceso. También pueden valorarse yodimétricamente las disoluciones de glucosa o de otros azúcares reductores (azúcares con grupo aldehído). En estos casos es necesario utilizar la técnica de valoración por retroceso, pues la reacción entre el azúcar y el yodo tiene lugar en medio básico, que luego hay que acidificar para evitar la dismutación del I2.
La técnica de valoración por retroceso también se utiliza en las yodimetrías de determinación de sulfuros (sulfuro de hidrógeno y sulfuros metálicos salubres en agua o en medio moderadamente ácido) y derivados del dióxido de azufre (SO2 y SO32-). Tanto el H2S como el SO2 son gases, de ahí la importancia de la valoración por retroceso, ya que es primordial evitar la pérdida de parte del analito:
{\displaystyle {\ce {H2S + I2 <=> S + 2H+ + 2I-}}}
{\displaystyle {\ce {SO2 + I2 + 2H2O <=> 2I- + SO4^2- + 4H+}}}
También pueden determinarse con disoluciones patrón de yodo (método directo o por retroceso), compuestos de Sb(III), As(III) y Sn(II) y algunos compuestos orgánicos que contienen azufre, como cisteína, glutatión o ácido tioglicólico.